# Patriarca de Toda a Bulgária
O Patriarca de Toda a Bulgária ou Patriarca Búlgaro (em búlgaro: Патриарх Български) é o Primaz da Igreja Ortodoxa Búlgara. O título oficial é Patriarca Búlgaro e Metropolita de Sofia e o atual patriarca é Sua Santidade, Daniel (2024 -).

## História
Depois de duas decisivas vitórias sobre os bizantinos na Anquíalo (perto da moderna Burgas) e na Catasirtas (perto de Constantinopla), o arcebispado autônomo búlgaro foi proclamado autocéfalo e elevado à dignidade de patriarcado num concílio eclesiástico e nacional realizado em 919. Depois que a Bulgária e o Império Bizantino assinaram um tratado em 927 um tratado encerrando a guerra incessante que já durava vinte anos, o Patriarcado de Constantinopla reconheceu a autocefalia da Igreja Ortodoxa Búlgara e reconheceu a sua dignidade patriarcal. Assim, o Patriarcado Búlgaro se tornou a quinta Igreja autocéfala dentro da Igreja Ortodoxa, depois dos patriarcados de Constantinopla, Alexandria, Antioquia e Jerusalém. A sede do patriarcado era a nova capital búlgara, Preslav, embora seja provável que os patriarcas tenha morado em Drastar (Silistra), um antigo centro cristão conhecido por seus mártires e tradições cristãs.
Depois da Queda de Tarnovo perante os turcos otomanos em 1393 e o consequente exílio do Patriarca Eutímio, a organização autocéfala Igreja búlgara foi destruída. A Diocese da Bulgária foi novamente subordinada ao Patriarcado de Constantinopla.
As condições para a restauração do Patriarcado da Bulgária surgiram depois da Segunda Guerra Mundial. Em 1945, o Patriarca de Constantinopla reconheceu a autocefalia da Igreja Ortodoxa Búlgara. Em 1950, Santo Sínodo adotou o novo estatuto que pavimentou o caminho para a restauração do patriarcado e, em 1953, foi eleito o metropolita de Plovdiv, Cirilo, como Patriarca da Bulgária. Depois da morte dele em 1971, ascendeu ao trono Máximo, o metropolita de Lovech, que foi patriarca da Bulgária até sua morte em 2012. Um patriarca interino foi escolhido em 10 de novembro de 2012, o metropolita Cirilo de Varna e Veliki Preslav, que organizou a realização de eleições para escolher um novo patriarca. Em 24 de fevereiro de 2013, Neófito da Bulgária foi eleito.